# Distrito de Puducherry
Puducherry (en idioma tamil: புதுச்சேரி) es un distrito de la India en el territorio de Puducherry. Código ISO: IN.PY.PO.
Comprende una superficie de 293 km².
El centro administrativo es la ciudad de Puducherry.

## Demografía
Según censo 2011 contaba con una población total de 946 600 habitantes, de los cuales 480 457 eran mujeres y 466 143 varones.